# Willie Lanier
Willie Edward Lanier (Clover, 21 agosto 1945) è un ex giocatore di football americano statunitense che ha giocato nel ruolo di linebacker per undici stagioni nei Kansas City Chiefs prima nella American Football League (AFL)nella National Football League (NFL). È stato inserito nella Pro Football Hall of Fame nel 1986.

## Carriera professionistica

### Kansas City Chiefs
Il 15 gennaio 1967, i Chiefs persero il Super Bowl I contro i Green Bay Packers di Vince Lombardi con un punteggio di 35-10, forzando il capo-allenatore Hank Stram a ricercare giocatori difensivi nel successivo draft. Stram scelse Lanier nel secondo giro dopo aver selezionato un altro linebacker, Jim Lynch dei Notre Dame Fighting Irish.
Lynch era stato selezionato per disputare l'annuale College All-Star game, forzandolo a perdere le prime due settimane di allenamento dei Chiefs. All'epoca in cui Lynch aveva disputato il training camp, Lanier si era già imposto come middle linebacker titolare della squadra, divenendo il primo middle linebacker afroamericano della storia del football professionistico. Nel mezzo della sua prima solida stagione, Willie subì un infortunio e fu costretto a perdere le ultime 4 gare.
L'anno successivo, Lanier mise a segno 4 intercetti, numero pareggiato nel 1969 che contribuì alla vittoria dei Chiefs a sorpresa nel Super Bowl IV per 23-7 sui Minnesota Vikings. Lanier disputò un grande Super Bowl, facendo registrare 7 tackle e un intercetto. Lanier in seguito parlò della motivazione particolare che avevano i giocatori dei Chiefs recanti sulle maglie il logo per celebrare l'ultima stagione della AFL.
Ci furono numerosi grandi momenti nel corso della carriera di Lanier, ma nessuno esemplifica meglio il suo cuore e la sua motivazione come quello nei playoff del 1969 contro i New York Jets che stanziavano sulla goal line nel quarto periodo in vantaggio per 6-3. I Jets si trovarono in una situazione di primo&goal dopo una penalità di pass interference fischiata ai Chiefs. In quei momenti, Lanier fece un appello emotivo alla difesa dei Chiefs urlando: "Non segneranno!" ai suoi compagni di squadra. "Non segneranno!". I Chiefs bloccarono i Jets nelle tre giocate consecutive, costringendoli a calciare unfield goal. Quando Kansas City segnò un touchdown nel possesso successivo, la gara terminò e i Chiefs fecero il primo importante passò verso la strada per il Super Bowl.
I Chiefs avrebbero raggiunto i playoff solo un'altra volta nella carriera di Lanier, nel 1971, vincendo il titolo di division della AFC Western. Il giorno di Natale, nell'ultima gara disputata al Municipal Stadium, la stagione dei Chiefs terminò contro i Miami Dolphins dopo due storici tempi supplementari. La gara fu la più lunga della storia della NFL con i suoi 82 minuti.
Nel 1972, i Chiefs si trasferirono all'Arrowhead Stadium ma il cambiamento non fu di beneficio alla squadra, il cui talento era stato ridotto dall'avanzare dell'età dei giocatori e dagli infortuni. Dopo la stagione 1974, Stram fu licenziato dopo 15 anni alla guida della squadra.
Il trio di linebacker composto da Lanier, Lynch e altro Hall of Famer Bobby Bell è riconosciuto come uno dei più talentuosi della storia del football professionistico, durando fino all'arrivo del nuovo capo-allenatore Paul Wiggin nel 1975.
Lanier nell'aprile del 1978 fu scambiato coi Baltimore Colts ma si ritirò tre mesi dopo, quando stava per iniziare il training camp.

## Palmarès
- Super Bowl : 1 Vincitore del Super Bowl IV
- (2) AFL All-Star game (1968, 1969)
- (6) Pro Bowl (1970, 1971, 1972, 1973, 1974, 1975)
- (2) All-AFL (1968, 1969)
- (8) All-Pro (1968, 1969, 1970, 1971, 1972, 1973, 1974, 1975)
- Formazione ideale del 75º anniversario della National Football League
- Formazione ideale del 100º anniversario della National Football League
- MVP del Pro Bowl (1971)
- Numero 63 ritirato dai Chiefs
- Classificato al #53 tra i migliori cento giocatori di tutti i tempi da NFL.com
- Pro Football Hall of Fame